# Johannes Marcus Willem van Elzelingen

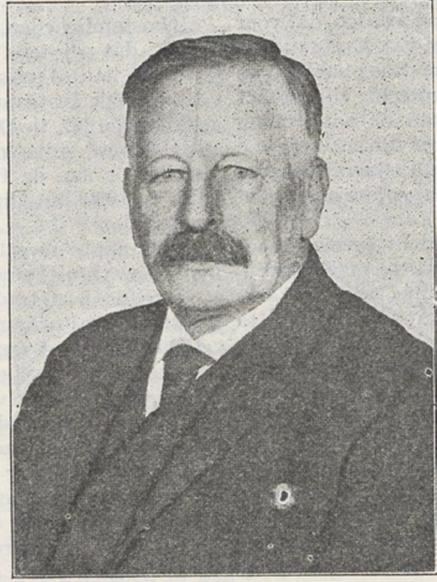
Johannes Marcus Willem van Elzelingen

Johannes Marcus Willem van Elzelingen (Gorinchem, 18 augustus 1859 - Den Haag, 27 december 1927) was een Nederlands waterbouwkundige. Hij werkte voor een aantal provinciale waterstaatsdiensten.

## Opleiding en eerste werkkring
Na zijn opleiding aan de polytechnische school te Delft in 1882 trad hij in dienst bij Rijkswaterstaat als adjunct ingenieur, maar stapte in 1888 over naar de Provinciale Waterstaat van Zeeland, waar hij begon als opzichter in Colijnsplaat. In 1892 werd hij bevorderd tot ingenieur met standplaats Zierikzee.Hij heeft zich in die periode vooral bezig gehouden met het onderhoud van dijken en de (valgevoelige) vooroevers, in het bijzonder van de calamiteuze polders. Hij heeft zinkwerken uitgevoerd langs de noordoever van Noord-Beveland.

### Dijkdoorbraak bij Nieuw Strijen
Op 22/23 december 1894 was er een stormvloed langs de Zeeuwse en Zuid-Hollandse kust. Bij Gorishoek aan de zuidkant van Tholen werd de waterstand NAP +4,04 m. Een kleine week later was weer hoogwater wat tot NAP +3,37 kwam. Maar omdat de dijk behoorlijke doorweekt was, zag een wachtsman bij de oesterput van Strijenham water door de dijk komen. In de loop van de dag werd de waterstraal steeds groter, en daarna begon de kruin van de zeedijk langzaam in te zakken. Kort daarop brak de dijk door en inundeerde de Nieuw-Strijenpolder. De hoogwaterstand was toen door opzet van de wind, ca 1,20 m boven het gemiddelde. De andere dag was de dijkdoorbraak, in de richting van de kruin gemeten, 54 m lang terwijl de diepte 7,50 m onder laag water was. Van  Elzelingen kreeg opdracht tot het dichten van deze doorbraak wat lastig was vanwege het grote getijverschil ter plaatse.

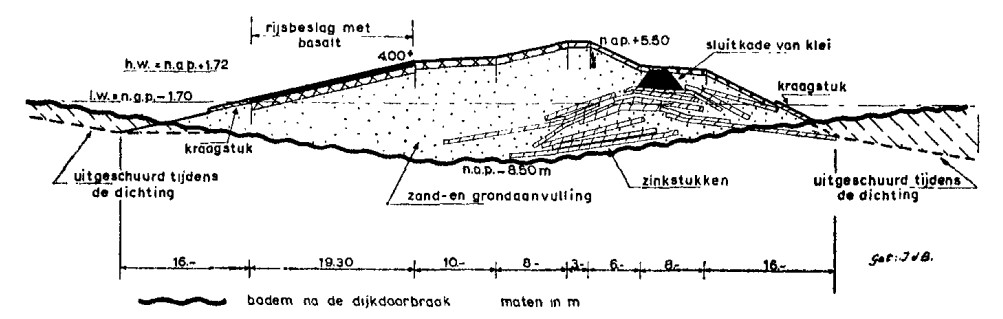
Dijkdoorbraak van 1894 bij Nieuw Strijen op Tholen

Door invallende vorst heeft men nog het ongewone schouwspel beleefd dat de Nieuw-Strijenpolder enkele weken vol drijfijs zat waardoor de gebouwen nog eens extra werden beschadigd. Vanaf 4 maart 1895 kon men pas goed aan het herstel vorderen. Het ophoogzand werd gebaggerd aan de dichtbij gelegen zandplaat „De Vogel" in de Oosterschelde met een hoeveelheid van 1200 m3 per dag. Elke dag werd het in de bres gestorte zand met zinkstukken afgedekt. Het was dus een sluiting door opzinken. Op 1 april 1895 was de doorbraak weer gedicht en op 21 mei  was het gehele werk voltooid.

## Groningen
In 1896 werd hij benoemd tot hoofdingenieur van de Provinciale Waterstaat in Groningen. Naast het toezicht op de waterkeringen gaf hij hier ook leiding aan de bouw van de sluis in de Groeve bij Appingedam, de brug over het Reitdiep te Roodehaan, verbetering van de sluis bij Wetsingerzijl. Van Elzelingen ontwierp hiervoor de ijzeren sluisdeuren. De ontwerptekeningen van zijn hand zijn ter inzage in het Groninger Archief Verder is van belang de verbinding tussen de Westerhaven en het Hoendiep in Groningen (het Eendrachtskanaal) met een rolbasculebrug over dit kanaal.

Werken in Groningen
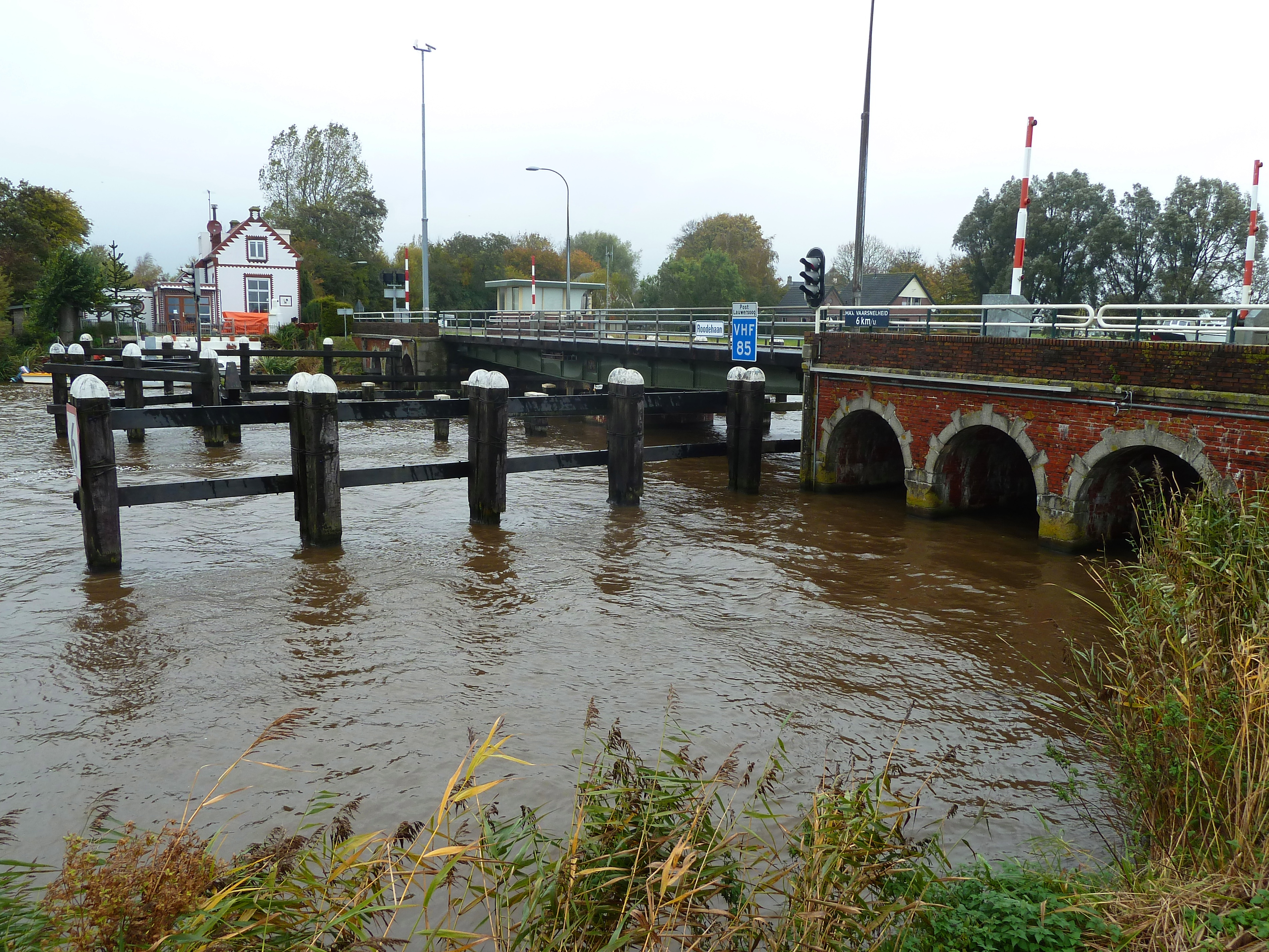
Roodehaan - brug en brugwachtershuisje
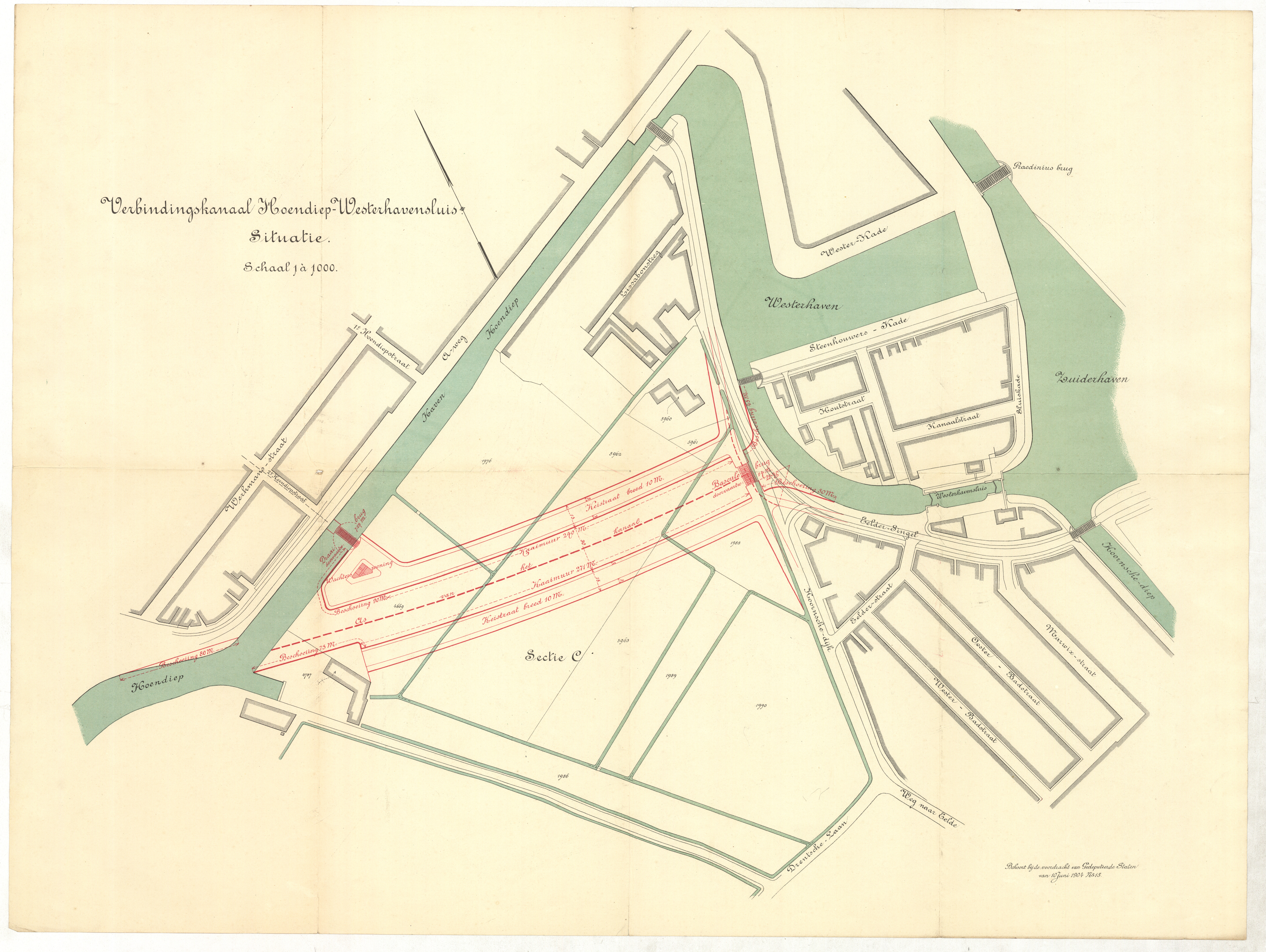
Ontwerptekening van het Eendrachtskanaal
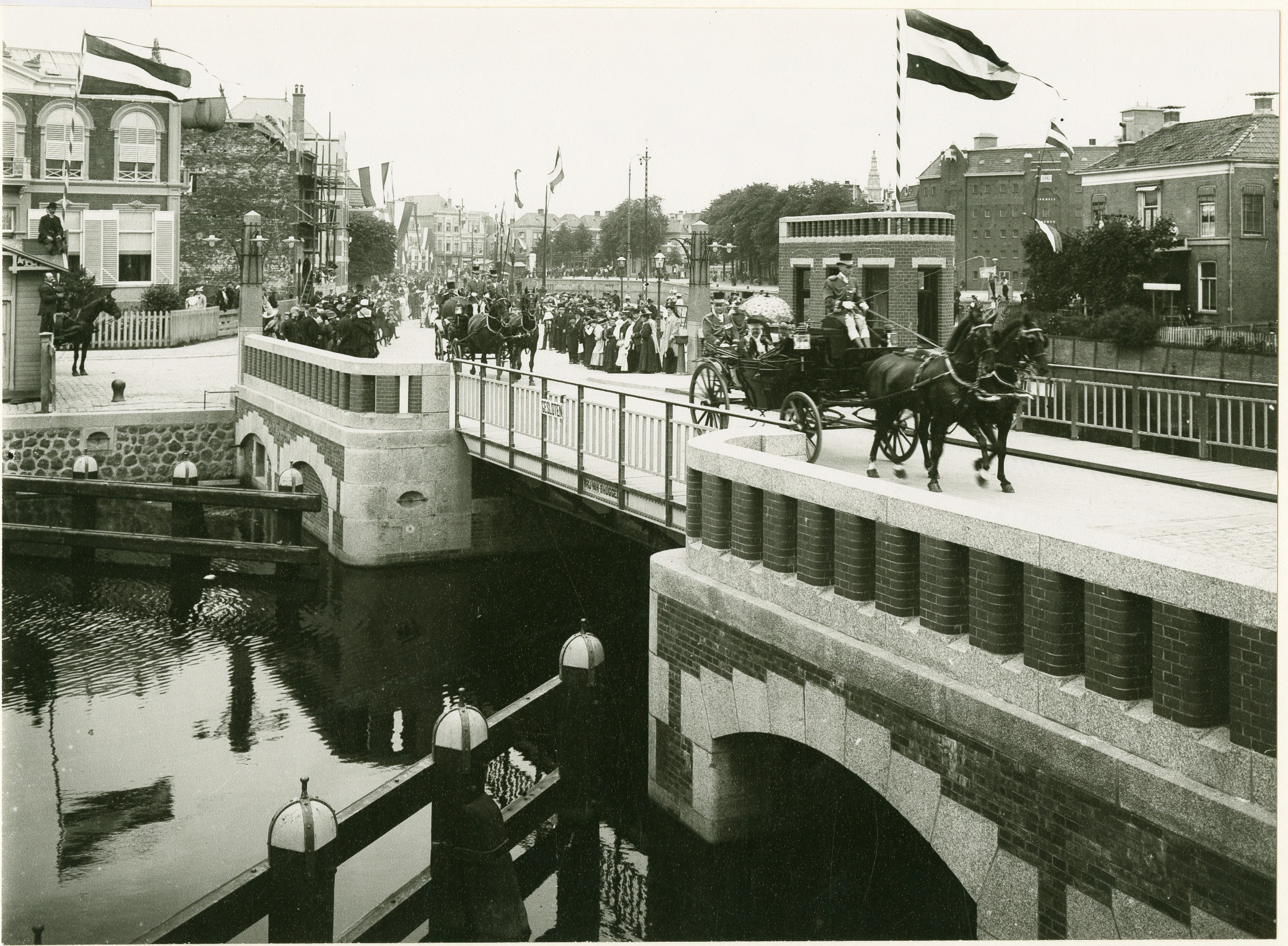
Eendrachtsbrug Groningen (1909)
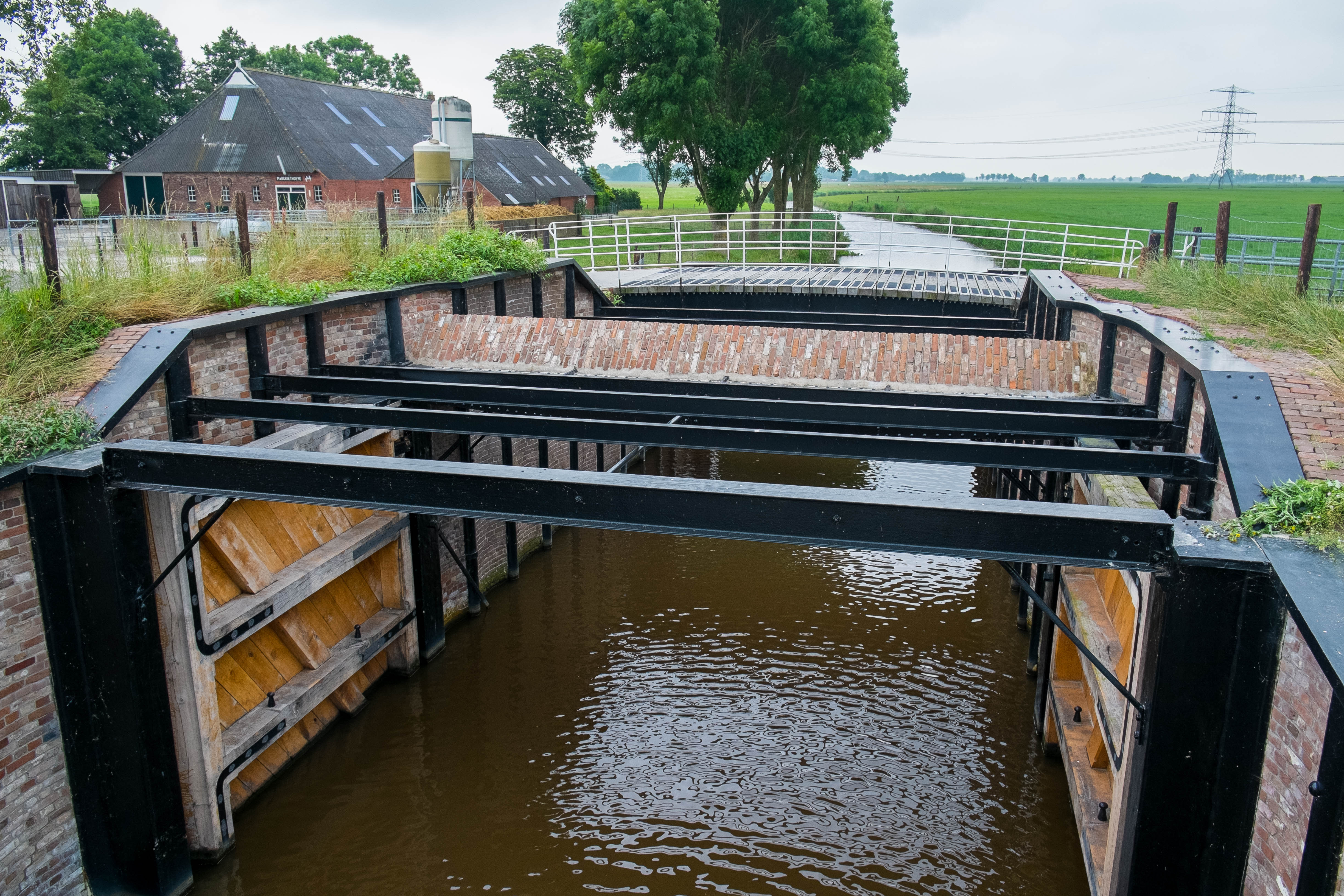
Het gerestaureerde Wetsingerzijl (2014)

## Zuid-Holland
In 1908 verliet hij Groningen om in Zuid-Holland de leiding van de Provinciale Waterstaat als hoofdingenieur op zich te nemen. Door veel in de provincie te reizen, kreeg hij een grote plaatselijke kennis; samen met zijn uitstekend geheugen en zijn helder inzicht, maakte dit hem spoedig tot een gewaardeerd adviseur van Gedeputeerde Staten. Ook hier besteedde hij veel zorg aan het toezicht op de dijken. Langs alle benedenrivieren (zoals de Hollandsche IJssel) stonden deze onder invloed van de zee, en dus ook van stormvloeden. Het op peil houden van deze dijken was lastig door de slechte grondslag (laagveengebieden). Vooral na de stormvloed van 1916 is de verbetering der dijken krachtig bevorderd. Het is zeker voor een belangrijk deel aan Van Elzelingen te danken, dat de polders in Zuid-Holland zich bij stormvloed en hoog opperwater tot 1953 achter hun waterkeringen veilig hebben kunnen voelen, en dat er in lange tijd in die provincie geen overstromingsrampen hebben plaats gehad. In 1953 bleek pas dat de aangenomen sterkte van de dijken onvoldoende was.

### Scheepvaartverkeer
In de eerste tijd bij Zuid-Holland beperkte zijn bemoeienis van de provincie zich vrijwel tot de waterwegen. Hij heeft in Zuid-Holland nogal wat vaarwegen verbeterd. Hij heeft dit uitgebreid beschreven in zijn publicatie van 1911 in De Ingenieur. Zo werd in 1908 begonnen met de verbetering van het Aarkanaal, een vaarweg van de Oude Rijn bij Alphen aan den Rijn, via Ter Aar aansluitend op de Amstel bij Nieuwveen. Bochten werden afgesneden, kaden verzwaard en bruggen verruimd. Hij heeft ook verbeteringen doorgevoerd in het Rijn-Schiekanaal, de verbinding van Schiedam via Delft, Den Haag en Leiden naar Amsterdam. Met name de omlegging van het kanaal om Leiden heen (1911-1917) is van zijn hand. Een andere vaarwegverbinding tussen Rotterdam en Amsterdam was de vaarweg via de Hollandse IJssel en de Gouwe. Het deel ten noorden van Alphen aan den Rijn was in 1908 al verbeterd, de Gouwe tussen Gouda en Alphen is daarna verbeterd. Het probleem hierbij was de heel slappe ondergrond. Gelijk met de verbetering van de vaarweg zijn toen ook de Gouwekaden verbeterd. Met had de gedachte dat deze verbetering afdoende was, maar in de decennia daarna bleken deze kaden nog steeds problematisch. door de slechte ondergrond. De verbinding was heel belangrijk. In de periode 1890-1910 waren er per jaar ca. 60.000 schepen (van 25m3 inhoud) die het Rijn-Schiekanaal gebruiken, ruim 10.000 schepen (van 60m3) die het Aarkanaal gebruikten en ruim 30.000 (van 80m3) schepen die de Gouwe gebruiken.

### Wegverkeer
Rond 1920 nam het autoverkeer enorm toe. Daardoor moest de provincie ook de verbetering van verkeerswegen ter hand nemen. In 1922 werd een wegenplan aangenomen, waarvan enkele wegen zijn uitgevoerd. In 1927 is op grond van de Wegenbelastingwet een nieuw wegenplan aangenomen. Bij de behandeling van dit wegenplan, waarvoor Van Elzelingen zich als steeds bij belangrijke zaken zoo geheel gaf, kwam zijn grote plaatselijke kennis van de provincie en zijn kennis van vroegere gebeurtenissen weer duidelijk naar voren.

### Polder “De Biesbosch”
van Elzelingen heeft zich ook heel sterk gemaakt voor de inpoldering van een deel van de Biesbosch. Hij zag het grote belang voor de provincie in van de aanwinning van 900 ha vruchtbaar land en wist door zijn enthousiasme anderen te overtuigen. De polder is aangelegd als een werkverschaffingsproject. De hoofdweg in deze polder is naar hem genoemd (dit is de weg van de Wieldrechtse Zeedijk naar de Nieuwe Merwede).

Werken in Zuid-Holland
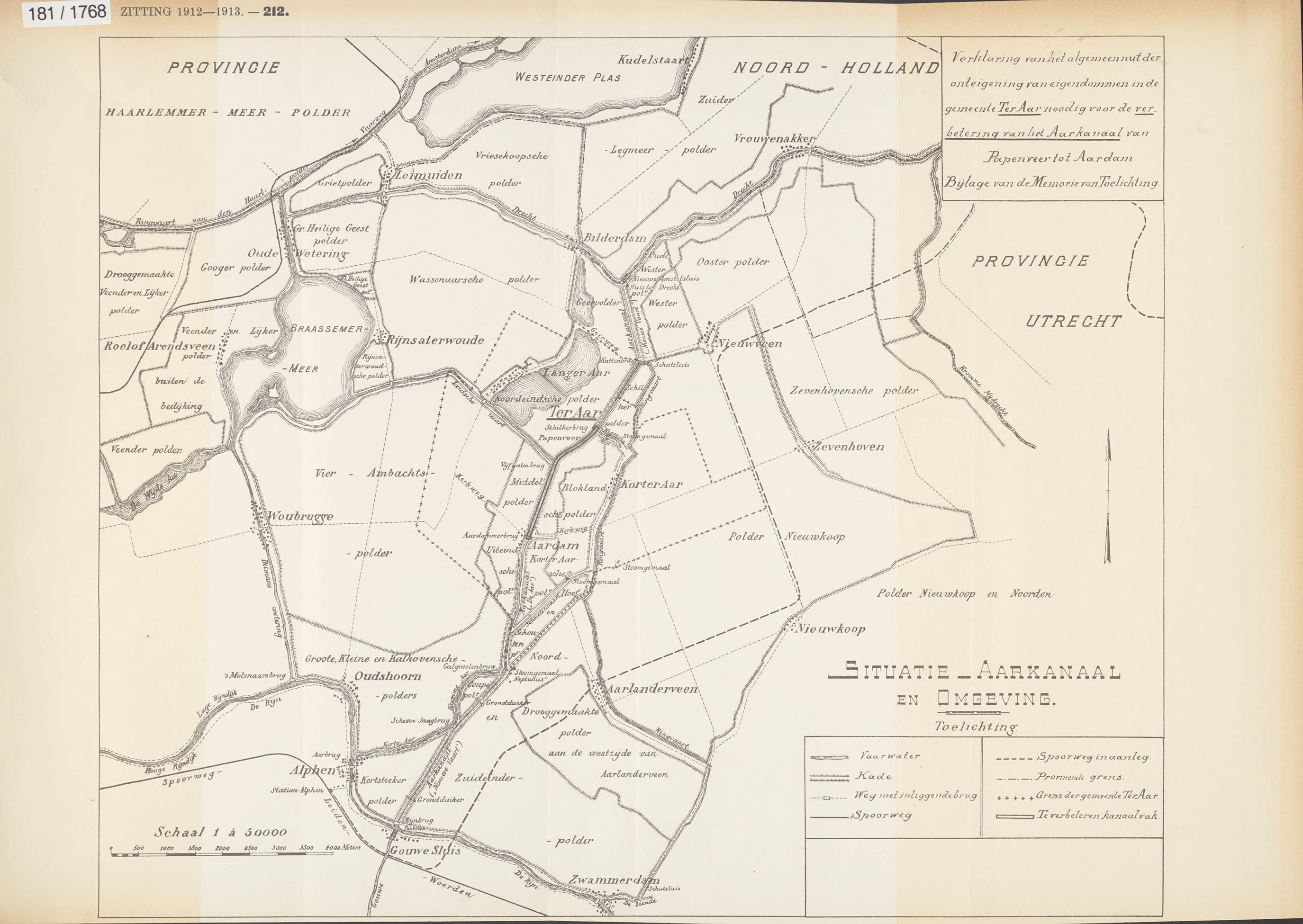
Plankaart van het Aarkanaal
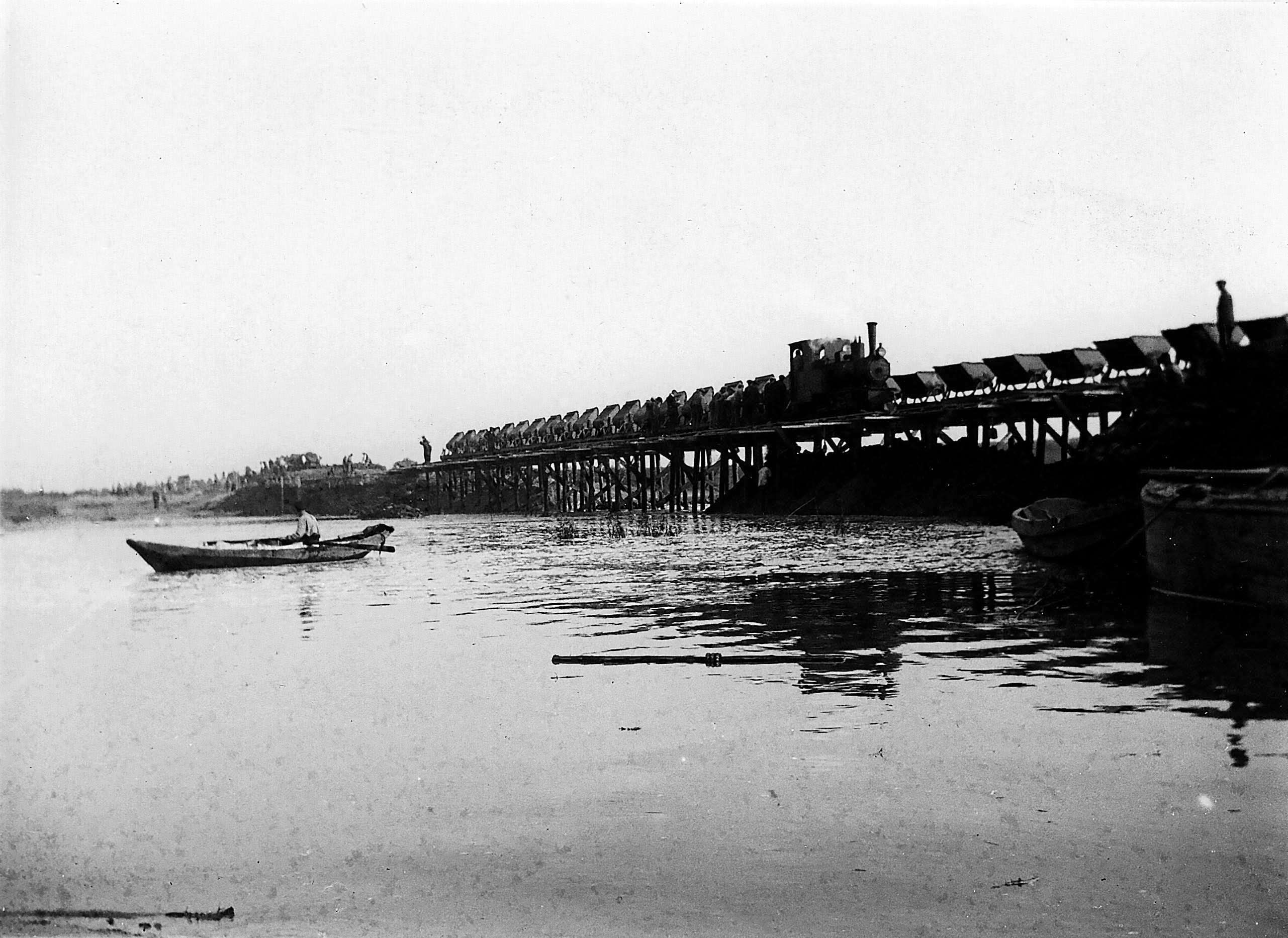
Sluiting van de dijk rond Polder De Biesbosch met een brug en kipkarren
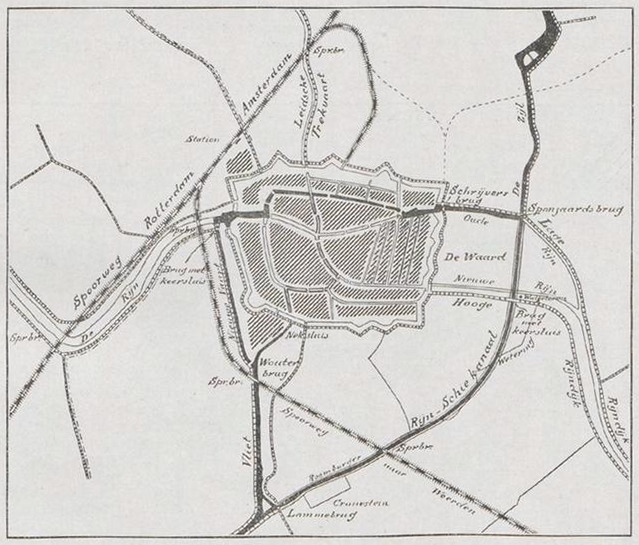
Plan voor de kanaalomlegging rond Leiden in 1911

## Overige zaken
Van Elzelingen was een voorstander van wind-watermolens, om op die manier minder afhankelijkheid te zijn van (buitenlandse) energie. Al tijdens zijn verblijf in Zierikzee  ontwierp hij de wind-watermolen in Renesse. De  totale kosten hiervoor werden op 27 september 1893 door hem geraamd op ƒ 625. Met name voor polderbemaling was hij een groot voorstander van het gebruik van windenergie, omdat als er veel bemaling nodig is, het ook vaak waait, en omdat polderbemaling vaak niet onmiddellijk hoeft te worden uitgevoerd, er is vaak wel reserve berging in de boezem.
In 1903 werd hij benoemd tot ridder in de Orde van de Nederlandse Leeuw. Kort na zijn overlijden (1930) is de nieuwe (provinciale) veerboot tussen Maassluis en Rozenburg in dienst genomen, deze kreeg de naam “Hoofdingenieur van Elzelingen”.
In 1914 reisde hij als lid van de havencommissie van de minister van Koloniën naar Nederlands-Indië. In 1918 werd hij lid van de commissie van advies voor de oprichting van een bureau voor de ontwatering. Verder was hij lid van de raad van arbitrage voor het bouwbedrijf, de Lauwerszee-commissie, de Linge-commissie en de Zuiderzeeraad.

Hij trouwde op 20 december 1883 in Dordrecht met Johanna Willemina Paardekooper.
- International Standard Name Identifier: 0000 0003 9425 4062
- Virtual International Authority File: 288734684